# Европско првенство у рвању 2016.
67. Европско првенство у рвању 2016. одржано је у Риги, у Летонији од 6. до 13. марта у дворани Арена Рига. Такмичење је одржано у рвању грчко-римским и слободним стилом за мушкаце и слободним стилом за жене. У све три категорије на програму је било по осам дисциплина. 

## Освајачи медаља

### Грчко-римски стил
| Категорија       | Злато              | Сребро                | Бронза              |
| до 59 кг детаљи  | Мингијан Семјонов  | Роман Амојан          | Дониор Исламов      |
| до 59 кг детаљи  | Мингијан Семјонов  | Роман Амојан          | Дмитро Цимбаљук     |
| до 66 кг детаљи  | Ислам-Бека Албијев | Давор Штефанек        | Камран Мамедов      |
| до 66 кг детаљи  | Ислам-Бека Албијев | Давор Штефанек        | Шмаги Болквадзе     |
| до 71 кг детаљи  | Варшам Боранјан    | Александар Максимовић | Хасан Алијев        |
| до 71 кг детаљи  | Варшам Боранјан    | Александар Максимовић | Балинт Корпаши      |
| до 75 кг детаљи  | Зураб Датунашвили  | Виктор Немеш          | Ласло Сабо          |
| до 75 кг детаљи  | Зураб Датунашвили  | Виктор Немеш          | Карапет Чалјан      |
| до 80 кг детаљи  | Паскал Ајзеле      | Едгар Бабајан         | Аслан Атем          |
| до 80 кг детаљи  | Паскал Ајзеле      | Едгар Бабајан         | Данијел Александров |
| до 85 кг детаљи  | Жан Белењук        | Роберт Коблиашвили    | Тадеуш Мачалик      |
| до 85 кг детаљи  | Жан Белењук        | Роберт Коблиашвили    | Денис Кудла         |
| до 98 кг детаљи  | Никита Мељњиков    | Артур Алексанјан      | Џенк Илдем          |
| до 98 кг детаљи  | Никита Мељњиков    | Артур Алексанјан      | Александар Грабовик |
| до 130 кг детаљи | Риза Кајалп        | Александар Чернецкиј  | Јохан Еурен         |
| до 130 кг детаљи | Риза Кајалп        | Александар Чернецкиј  | Јосиф Чугошвили     |

### Слободни стил - мушкарци
| Категорија       | Злато                 | Сребро              | Бронза             |
| до 57 кг детаљи  | Хаџимурад Рашидов     | Андреј Јаценко      | Андреј Дуков       |
| до 57 кг детаљи  | Хаџимурад Рашидов     | Андреј Јаценко      | Георгиј Вангелов   |
| до 61 кг детаљи  | Владимир Хинчегашвили | Георгиј Калијев     | Иван Гујдеа        |
| до 61 кг детаљи  | Владимир Хинчегашвили | Георгиј Калијев     | Гаџи Алијев        |
| до 65 кг детаљи  | Франк Чамисо          | Мустафа Каја        | Исраил Касумов     |
| до 65 кг детаљи  | Франк Чамисо          | Мустафа Каја        | Семјон Радулов     |
| до 70 кг детаљи  | Магомедмурад Гаџијев  | Давид Тлашадзе      | Никола Куртев      |
| до 70 кг детаљи  | Магомедмурад Гаџијев  | Давид Тлашадзе      | Азамат Нуриков     |
| до 74 кг детаљи  | Сонер Демирташ        | Џабраил Хасанов     | Јакоб Макарашвили  |
| до 74 кг детаљи  | Сонер Демирташ        | Џабраил Хасанов     | Заур Макијев       |
| до 86 кг детаљи  | Шамил Кудијамагомедов | Александар Гостијев | Давид Марсагишвили |
| до 86 кг детаљи  | Шамил Кудијамагомедов | Александар Гостијев | Ибрагим Алдатов    |
| до 97 кг детаљи  | Анзор Болтукајев      | Иван Јанковскиј     | Ерик Тиле          |
| до 97 кг детаљи  | Анзор Болтукајев      | Иван Јанковскиј     | Елизбар Одикадзе   |
| до 125 кг детаљи | Гено Петриашвили      | Роберт Баран        | Ален Засејев       |
| до 125 кг детаљи | Гено Петриашвили      | Роберт Баран        | Алексеј Николајев  |

### Слободни стил - жене
| Категорија      | Злато                 | Сребро             | Бронза            |
| до 48 кг детаљи | Марија Стадник        | Емилија Вуч        | Елица Јанкова     |
| до 48 кг детаљи | Марија Стадник        | Емилија Вуч        | Марина Маркевич   |
| до 53 кг детаљи | Софија Матсон         | Ирина Курачкина    | Нина Хемер        |
| до 53 кг детаљи | Софија Матсон         | Ирина Курачкина    | Јулија Благиња    |
| до 55 кг детаљи | Ирина Ологонова       | Татјана Кит        | Роксана Засина    |
| до 55 кг детаљи | Ирина Ологонова       | Татјана Кит        | Рамона Галамбош   |
| до 58 кг детаљи | Наталија Синишин      | Грејс Булен        | Ана Василенко     |
| до 58 кг детаљи | Наталија Синишин      | Грејс Булен        | Мими Христова     |
| до 60 кг детаљи | Петра Оли             | Оксана Херхел      | Јулија Пронцевич  |
| до 60 кг детаљи | Петра Оли             | Оксана Херхел      | Јулија Раткевич   |
| до 63 кг детаљи | Анастасија Григорјева | Јулија Ткач        | Ина Тражукова     |
| до 63 кг детаљи | Анастасија Григорјева | Јулија Ткач        | Мариана Шаштин    |
| до 69 кг детаљи | Марија Мамашук        | Илана Кратиш       | Бусе Тосун        |
| до 69 кг детаљи | Марија Мамашук        | Илана Кратиш       | Алина Стадњик     |
| до 75 кг детаљи | Јасемин Адар          | Аљона Стародубцева | Василиса Марзаљук |
| до 75 кг детаљи | Јасемин Адар          | Аљона Стародубцева | Ала Черкасова     |

## Биланс медаља
| Ранг   | Држава     | Злато | Сребро | Бронза | Укупно |
| 1      | Русија     | 7     | 1      | 4      | 12     |
| 2      | Грузија    | 3     | 2      | 4      | 9      |
| 3      | Турска     | 3     | 1      | 3      | 7      |
| 4      | Азербејџан | 2     | 2      | 4      | 8      |
| 5      | Украјина   | 1     | 5      | 8      | 14     |
| 6      | Белорусија | 1     | 3      | 6      | 10     |
| 7      | Пољска     | 1     | 2      | 2      | 5      |
| 8      | Јерменија  | 1     | 2      | 1      | 4      |
| 9      | Немачка    | 1     | 0      | 3      | 4      |
| 10     | Шведска    | 1     | 0      | 1      | 2      |
| 11     | Италија    | 1     | 0      | 0      | 1      |
| 11     | Летонија   | 1     | 0      | 0      | 1      |
| 11     | Финска     | 1     | 0      | 0      | 1      |
| 14     | Србија     | 0     | 3      | 0      | 3      |
| 15     | Румунија   | 0     | 1      | 2      | 3      |
| 16     | Израел     | 0     | 1      | 0      | 1      |
| 16     | Норвешка   | 0     | 1      | 0      | 1      |
| 18     | Бугарска   | 0     | 0      | 5      | 5      |
| 19     | Мађарска   | 0     | 0      | 4      | 4      |
| 20     | Молдавија  | 0     | 0      | 1      | 1      |
| Укупно | Укупно     | 24    | 24     | 48     | 96     |

## Табела успешности репрезентација
| Пласман | Грчко-римски стил — мушкарци | Грчко-римски стил — мушкарци | Слободни стил — мушкарци | Слободни стил — мушкарци | Слободни стил — жене | Слободни стил — жене |
| Пласман | Репрезентација               | Бодови                       | Репрезентација           | Бодови                   | Репрезентација       | Бодови               |
| ------- | ---------------------------- | ---------------------------- | ------------------------ | ------------------------ | -------------------- | -------------------- |
| 1       | Русија                       | 48                           | Грузија                  | 59                       | Украјина             | 59                   |
| 2       | Јерменија                    | 42                           | Русија                   | 54                       | Белорусија           | 49                   |
| 3       | Азербејџан                   | 40                           | Украјина                 | 51                       | Азербејџан           | 48                   |
| 4       | Турска                       | 37                           | Белорусија               | 46                       | Русија               | 43                   |
| 5       | Украјина                     | 36                           | Азербејџан               | 40                       | Немачка              | 30                   |
| 6       | Грузија                      | 35                           | Бугарска                 | 34                       | Румунија             | 27                   |
| 7       | Србија                       | 33                           | Пољска                   | 29                       | Турска               | 27                   |
| 8       | Немачка                      | 26                           | Турска                   | 28                       | Мађарска             | 27                   |
| 9       | Белорусија                   | 24                           | Румунија                 | 26                       | Бугарска             | 24                   |
| 10      | Мађарска                     | 21                           | Јерменија                | 21                       | Пољска               | 22                   |